# Municipio de Joni
El Municipio de Joni (en georgiano:ხონის მუნიციპალიტეტი) es un raion de Georgia, en al región de Imericia.La capital es la ciudad de Joni.El distrito  se encuentra en la parte central del país.La superficie total es de 428 km² y su población aproximadamente es de 31200 habitantes.
- Datos: Q2513080
- Multimedia: Khoni Municipality / Q2513080